# 千島短尾貓

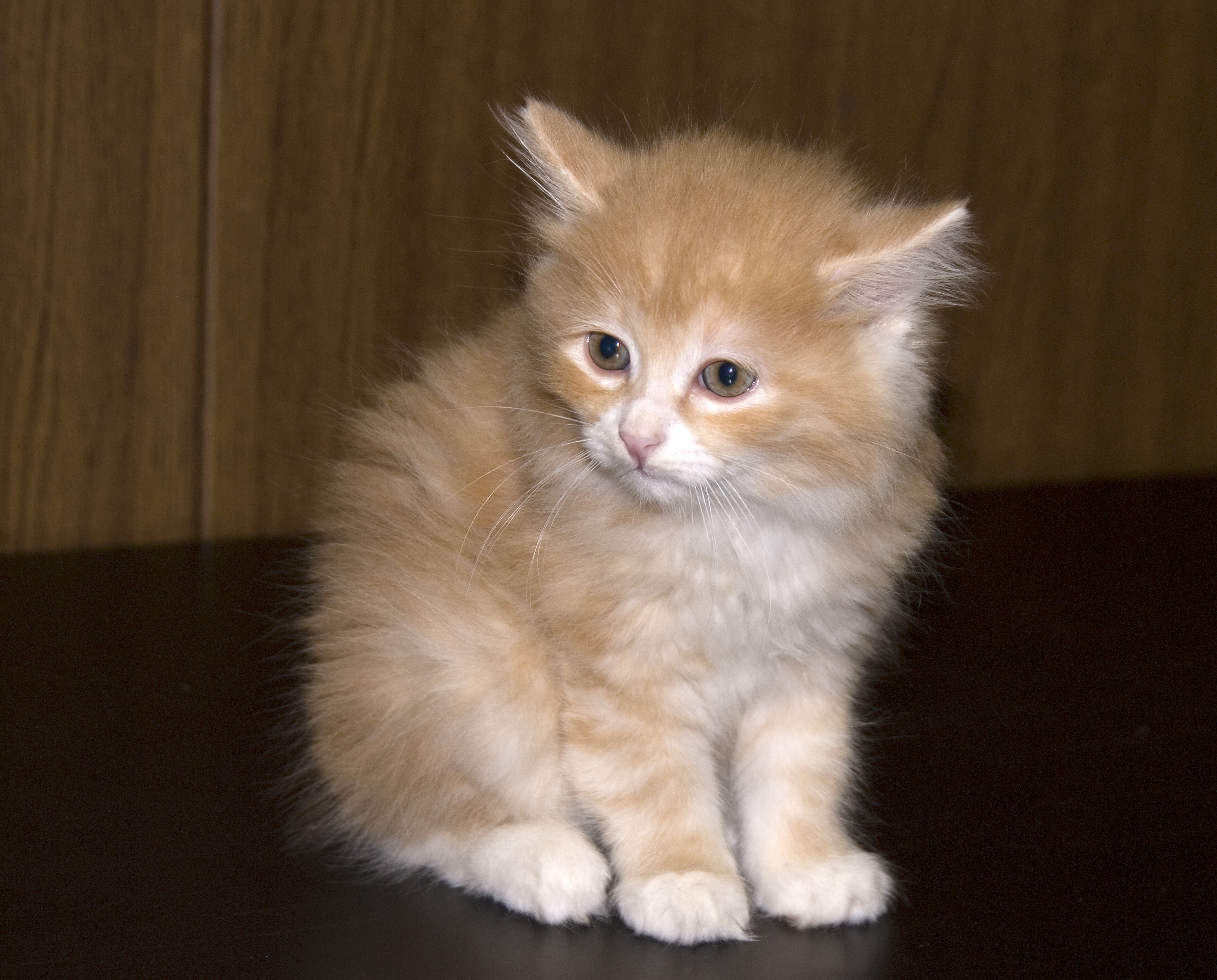
幼貓

千島短尾貓是一种源自千岛群岛、库页岛、勘察加半島的猫品种，有短毛和長毛的變種，尾巴均極短，體型與曼島貓、日本短尾貓有相似之處。千島短尾貓的短毛品種是自然繁殖產生的，19世紀時已經出現在千島群島了。俄國人將其作為寵物培育，再加上擁有捕鼠能力，20世紀中葉之後傳播到了歐洲其他國家。